# Сосрановы
Сосра́новы (осет. Сосрантæ) — дигорская фамилия.

## Происхождение
По преданию, основателем фамилии был Сосран, внук Царгаса. Возмужав и обзаведясь семьёй, он обосновался в местности Ахсаргин и дал своим потомкам фамилию от собственного имени — Сосрановы.
В первую перепись населения на Кавказе в 1886 году Сосрановы но непонятным причинам не попали.

## Генеалогия
Родственными фамилиями (арвадалта) Сосрановых являются Кулиевы и Царгасовы.
Генетическая генеалогия
OSE-019 — Сосранов — G2-P303 > G2a2b2a1a1c1a1a2b5 (G-FT8419)

## Известные носители
- Жанна Джабраиловна Сосранова — журналист ГТРК «Алания», ведущая телепрограммы «Вести Иристон».
- Залина Владимировна Сосранова — доцент кафедры российской истории СОГУ, кандидат исторических наук.[3]
- Рустам Русланович Сосранов (р. 1994) — российский футболист, полузащитник клуба «СКА-Хабаровск».
- Чермен Олегович Сосранов — лидер профсоюзной организации студентов Северо-Осетинского государственного университета.